# Saint-Jean-de-la-Porte
Saint-Jean-de-la-Porte ist eine französische Gemeinde mit 977 Einwohnern (Stand: 1. Januar 2022) innerhalb des Arrondissements Chambéry im Département Savoie in der Region Auvergne-Rhône-Alpes. Die Gemeinde gehört zum Kanton Saint-Pierre-d’Albigny. Die Einwohner werden Saintgerins genannt.

## Geographie
Saint-Jean-de-la-Porte liegt etwa 20 Kilometer ostnordöstlich von Chambéry an der Isère. Umgeben wird Saint-Jean-de-la-Porte von den Nachbargemeinden Aillon-le-Jeune im Norden und Nordwesten, Sainte-Reine im Norden und Nordosten, Saint-Pierre-d’Albigny im Osten, Coise-Saint-Jean-Pied-Gauthier im Süden sowie Cruet und La Thuile im Westen und Südwesten. Die Gemeinde liegt innerhalb des Regionalen Naturparks Massif des Bauges.

## Bevölkerungsentwicklung
| Jahr                       | 1962 | 1968 | 1975 | 1982 | 1990 | 1999 | 2006 | 2013 |
| -------------------------- | ---- | ---- | ---- | ---- | ---- | ---- | ---- | ---- |
| Einwohner                  | 547  | 530  | 444  | 437  | 600  | 827  | 848  | 886  |
| Quellen: Cassini und INSEE |      |      |      |      |      |      |      |      |

## Sehenswürdigkeiten
- Kirche
- Schloss Saint-Philippe